# Lauri Kulpsoo

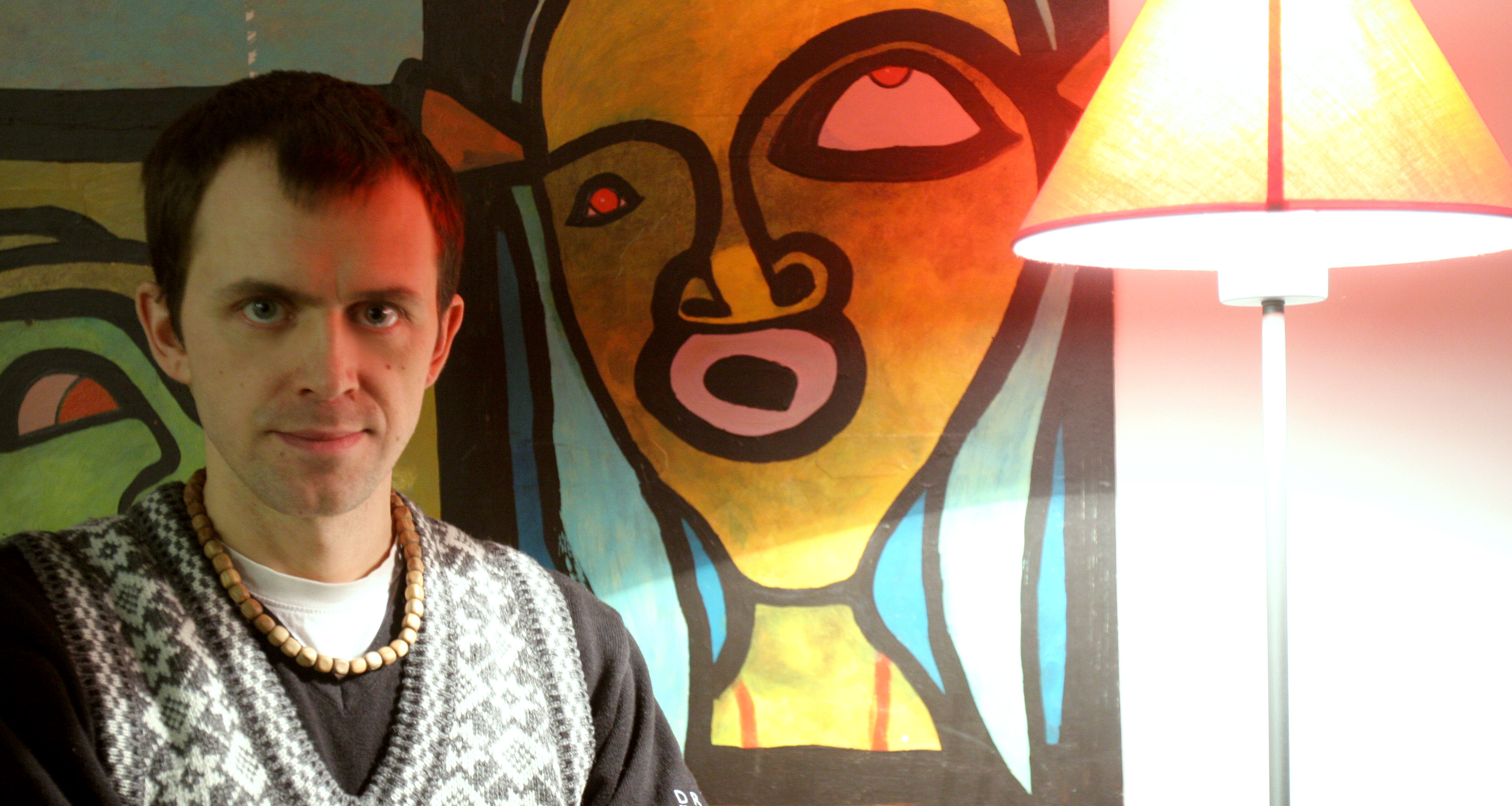
Lauri Kulpsoo, 2010

Lauri Kulpsoo (* 21. června 1978) je estonský fotograf a hudebník.

## Život a dílo
Po gymnáziu vystudoval geografii na Tartu Ülikool.
Lauri pracoval jako fotograf pro noviny Postimees, časopis Pere ja Kodu (Domov a rodina). Kromě toho přispívá do estonských a finských médií.

## Galerie

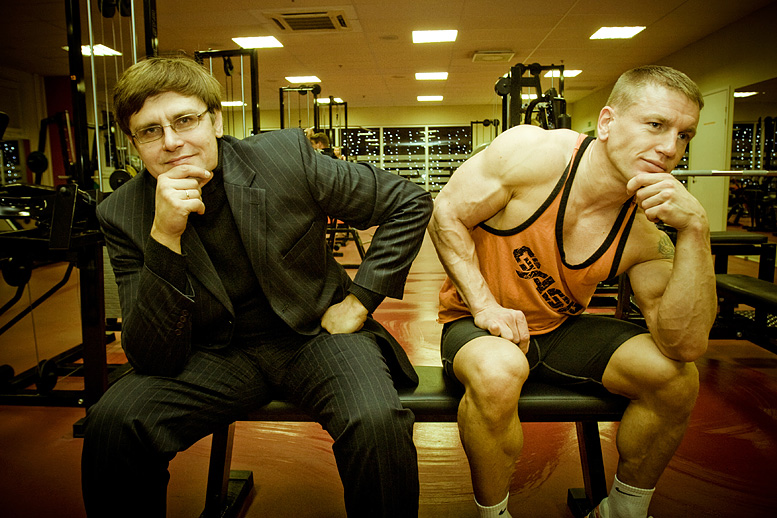
Alvo Aabloo a Imre Vähi, 2009
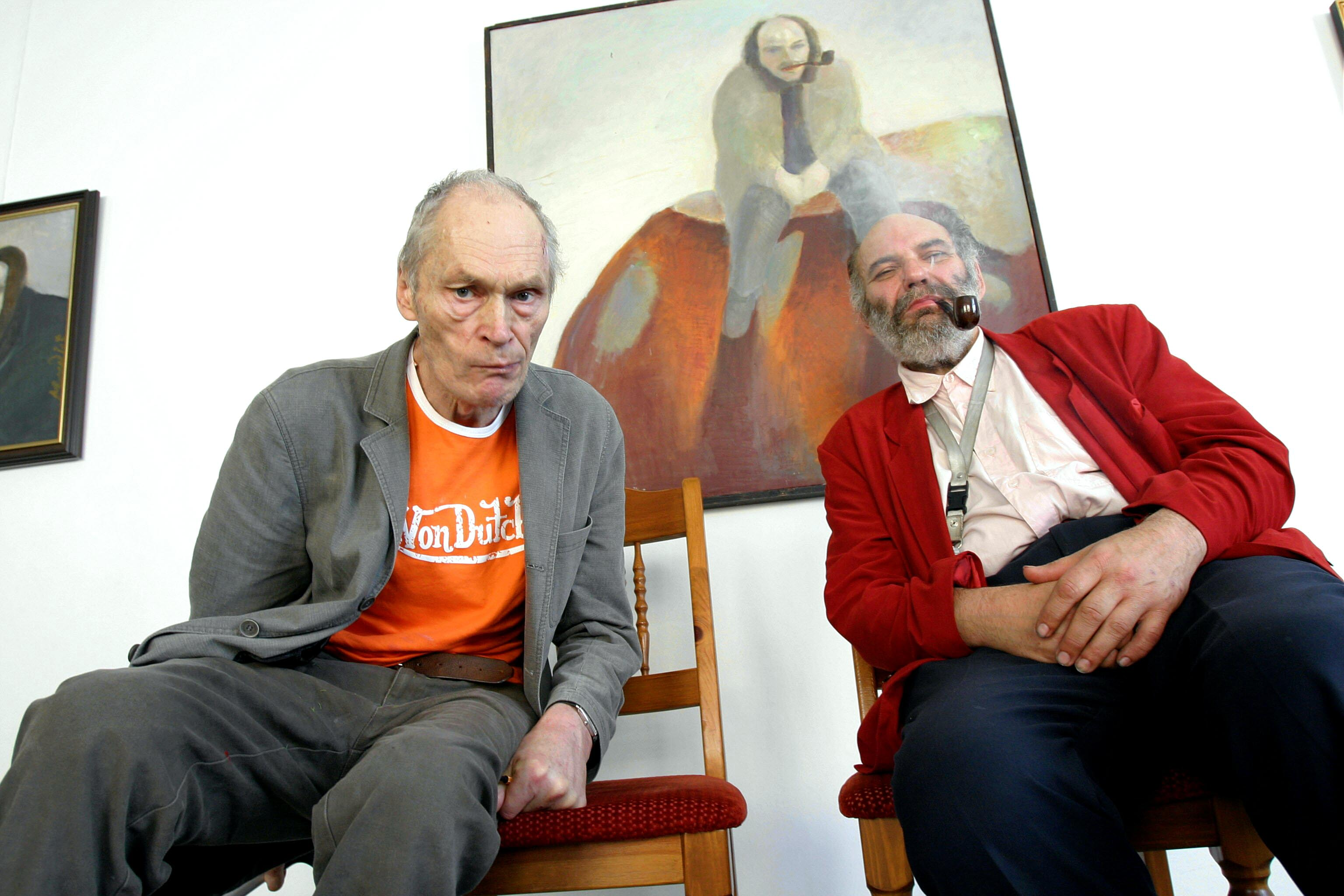
Matti Milius a Peeter Mudist
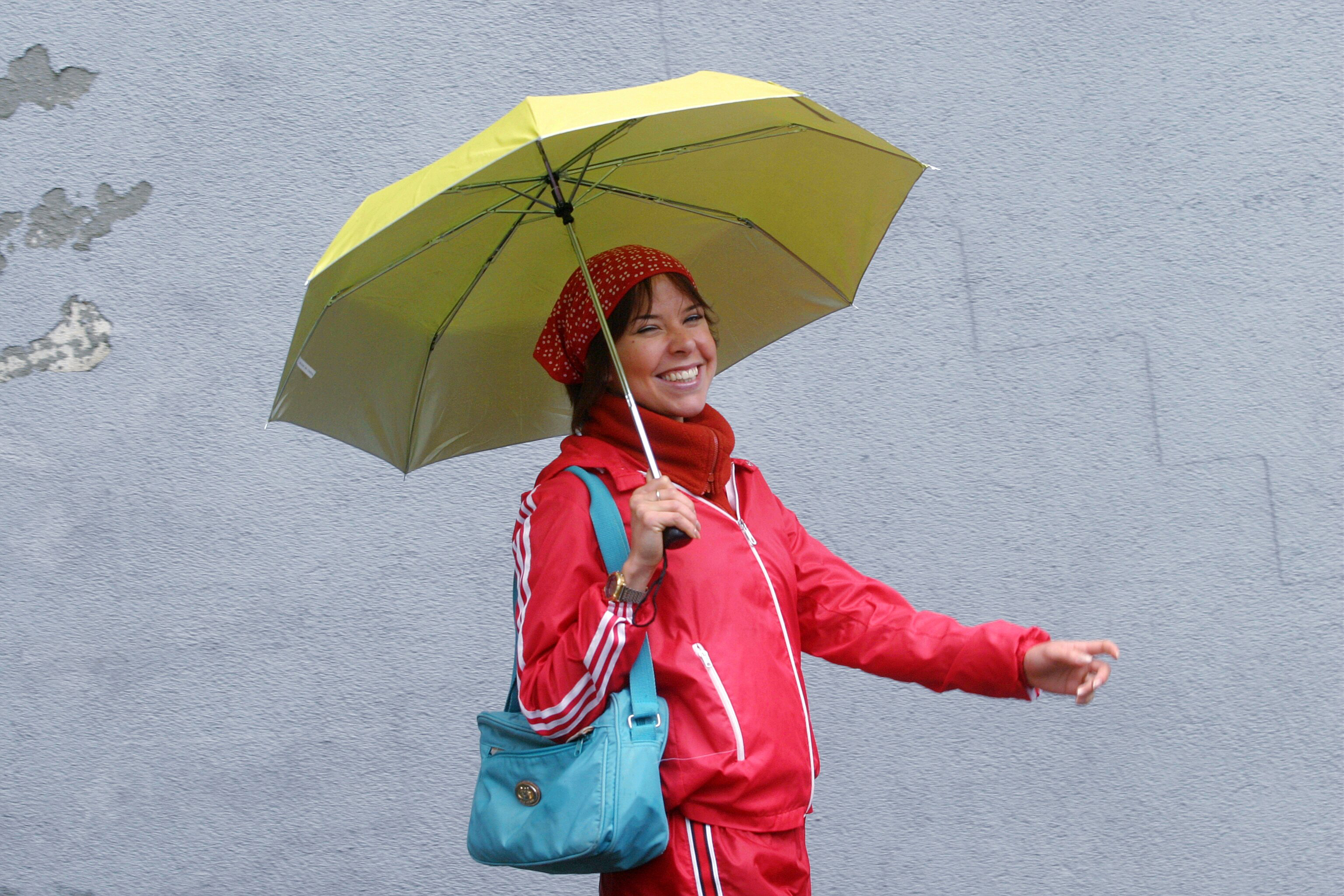
Kadri Adamson
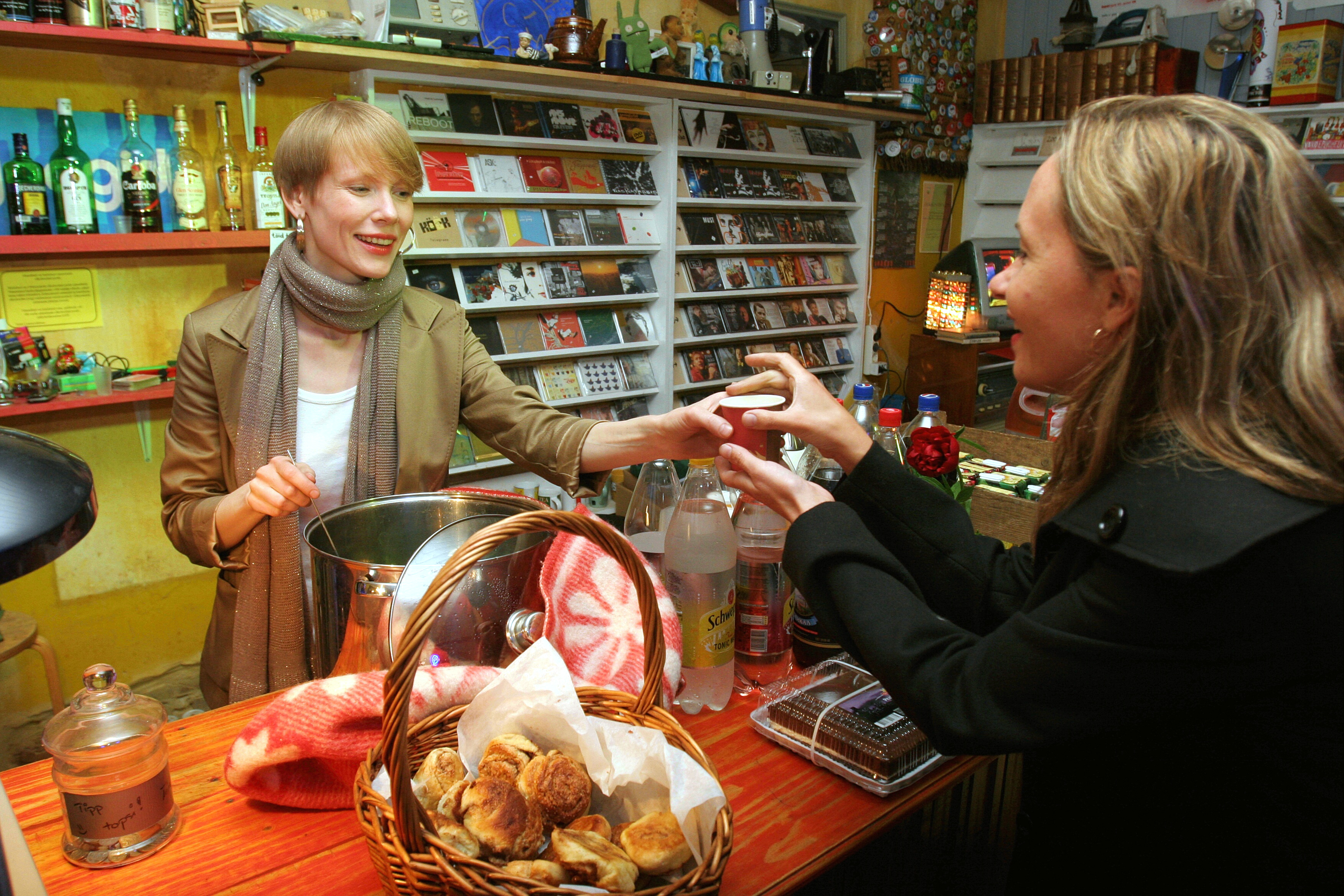
Maarja Jakobson
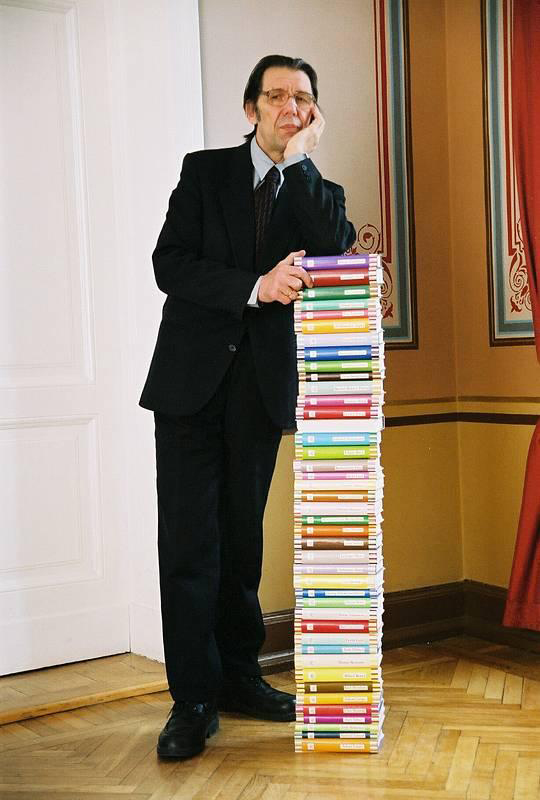
Hando Runnel, 2002
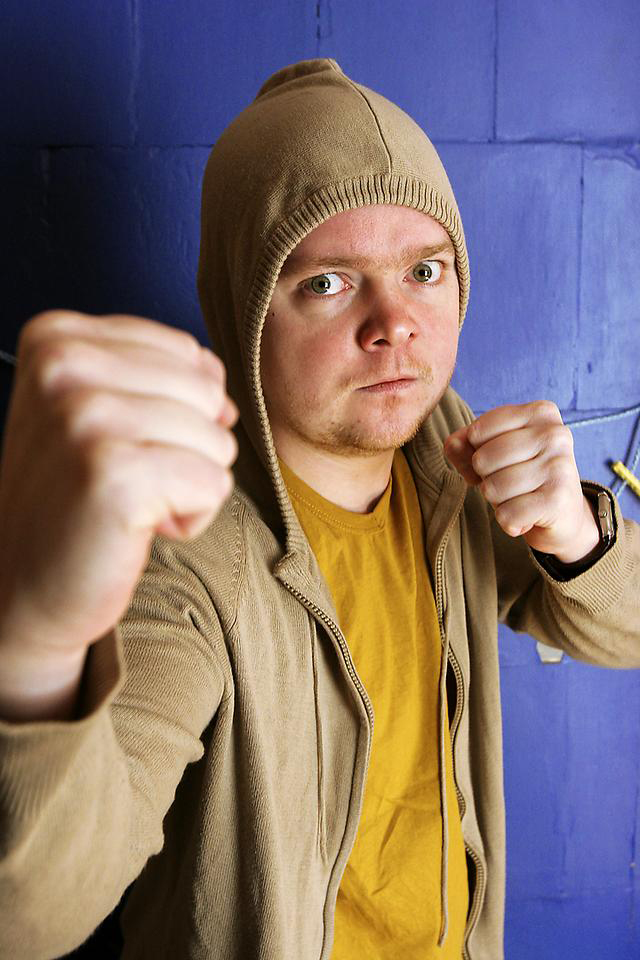
Ott Sepp, 2007
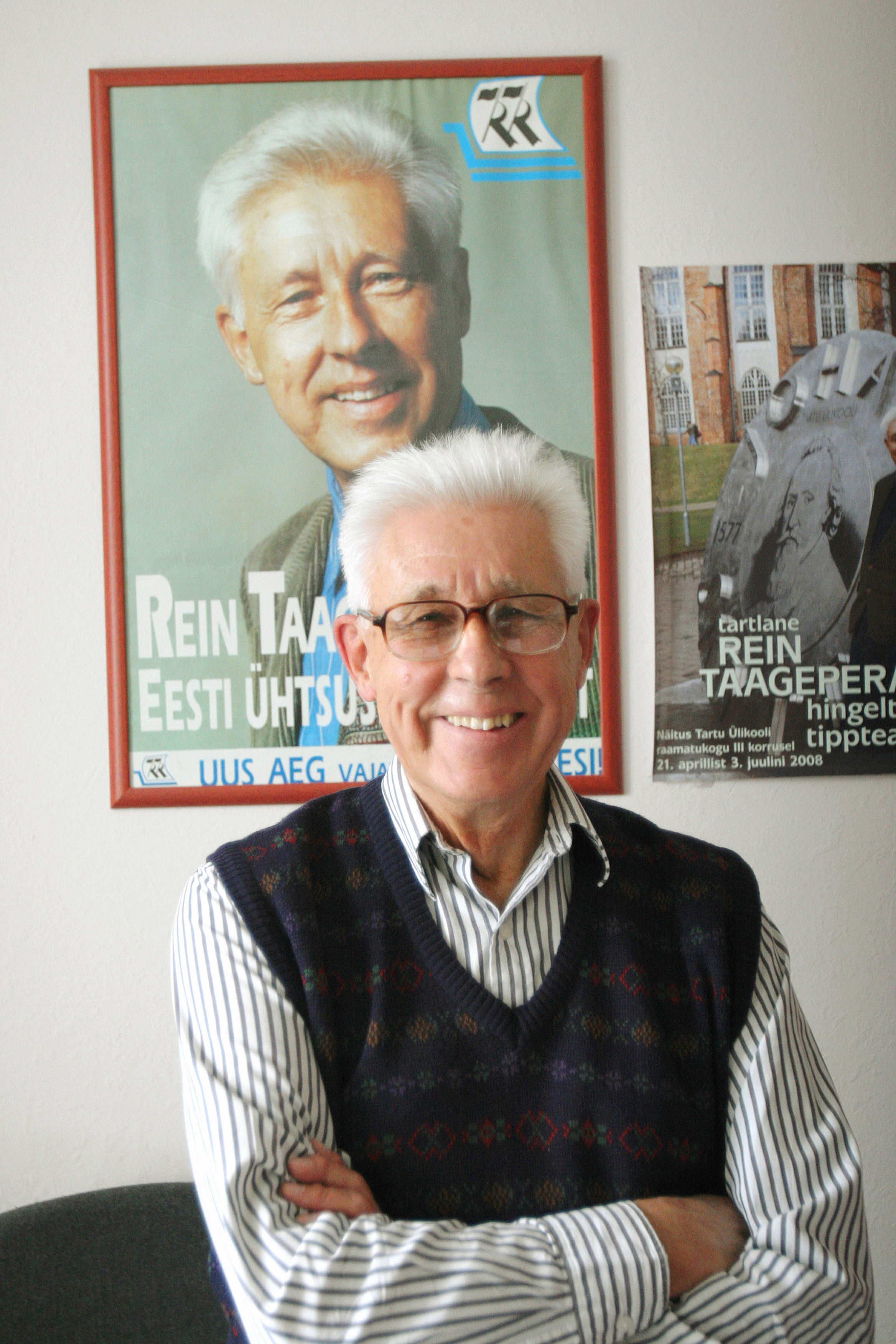
Rein Taagepera, 2009
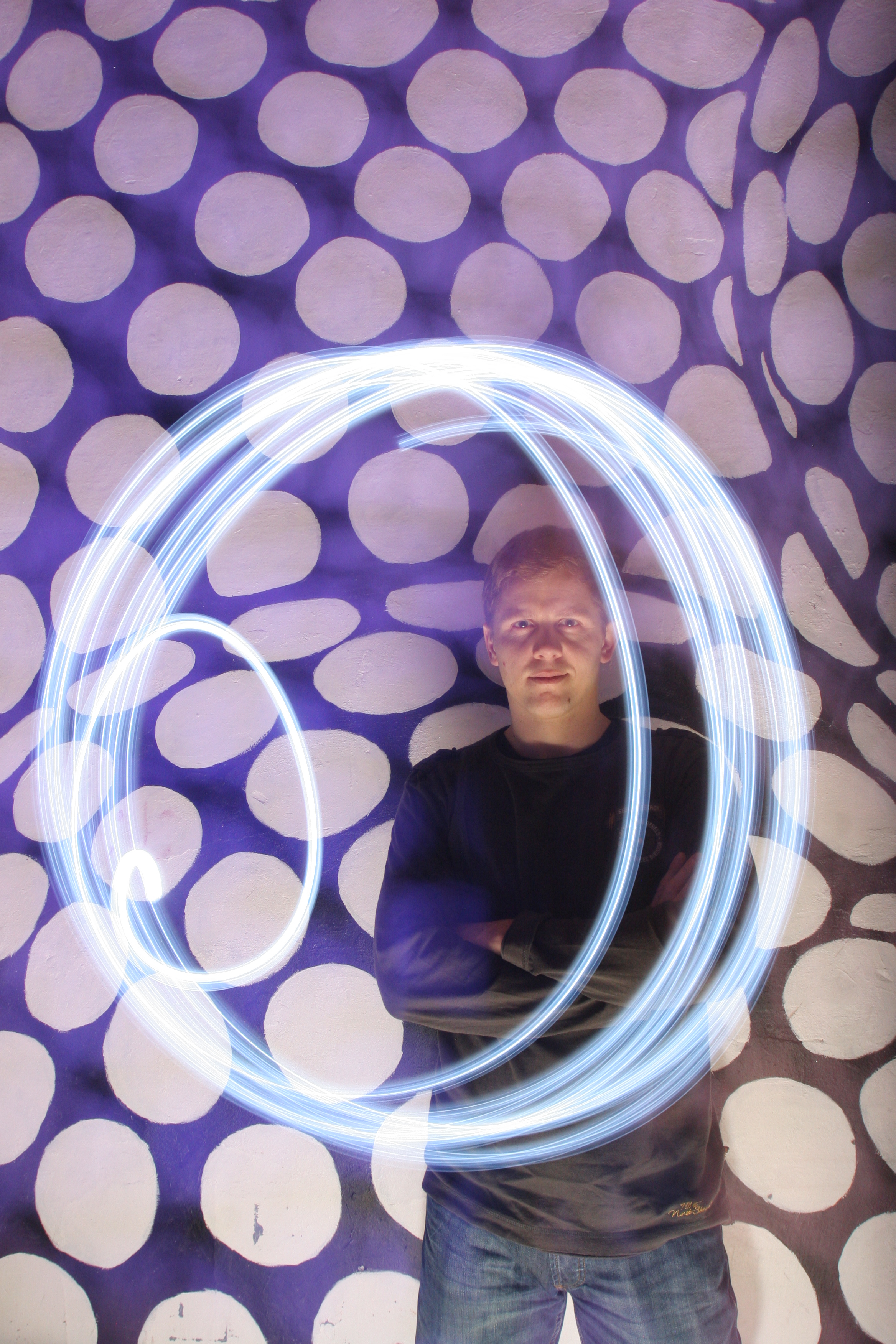
Mait Müntel, 2009
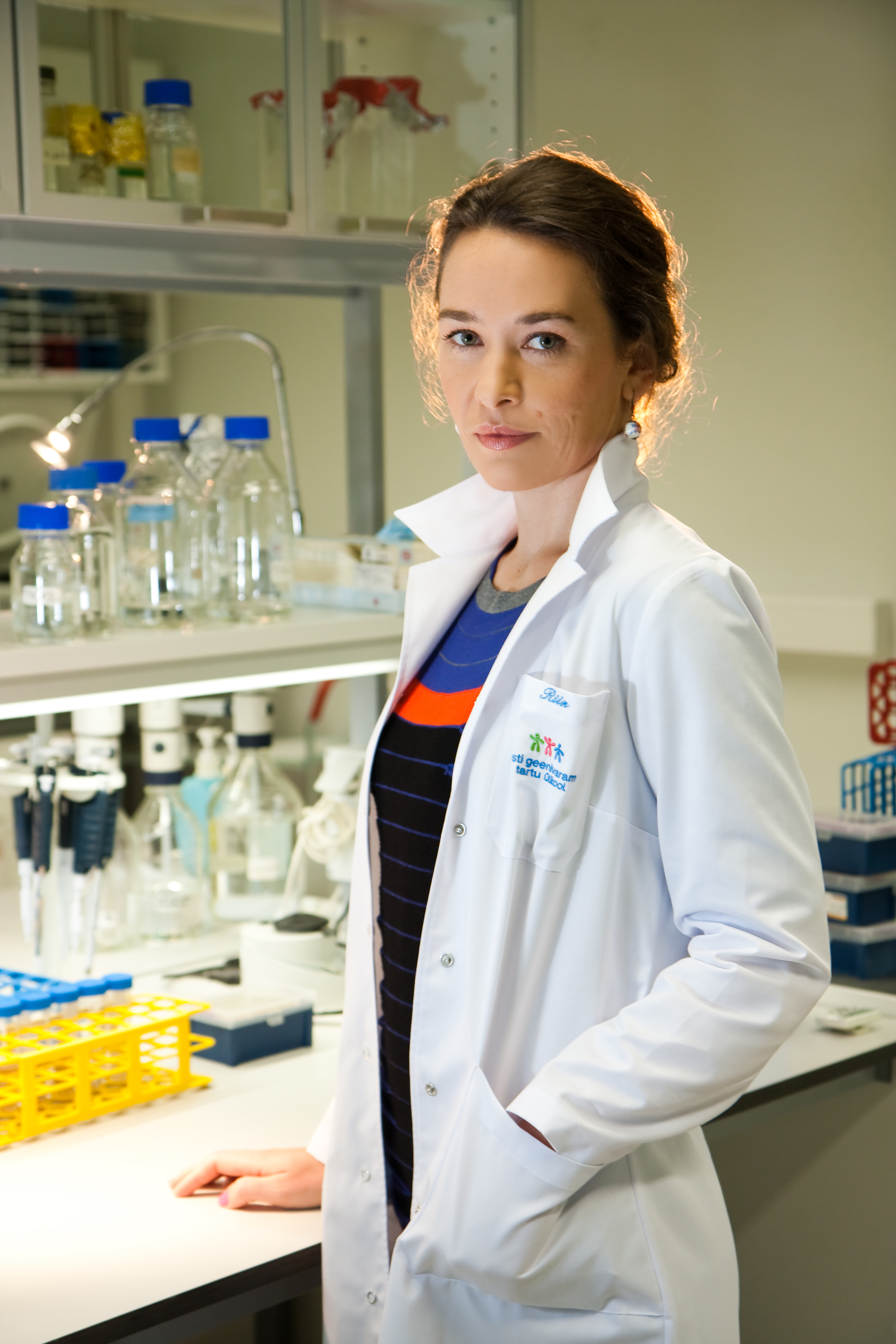
Riin Tamm
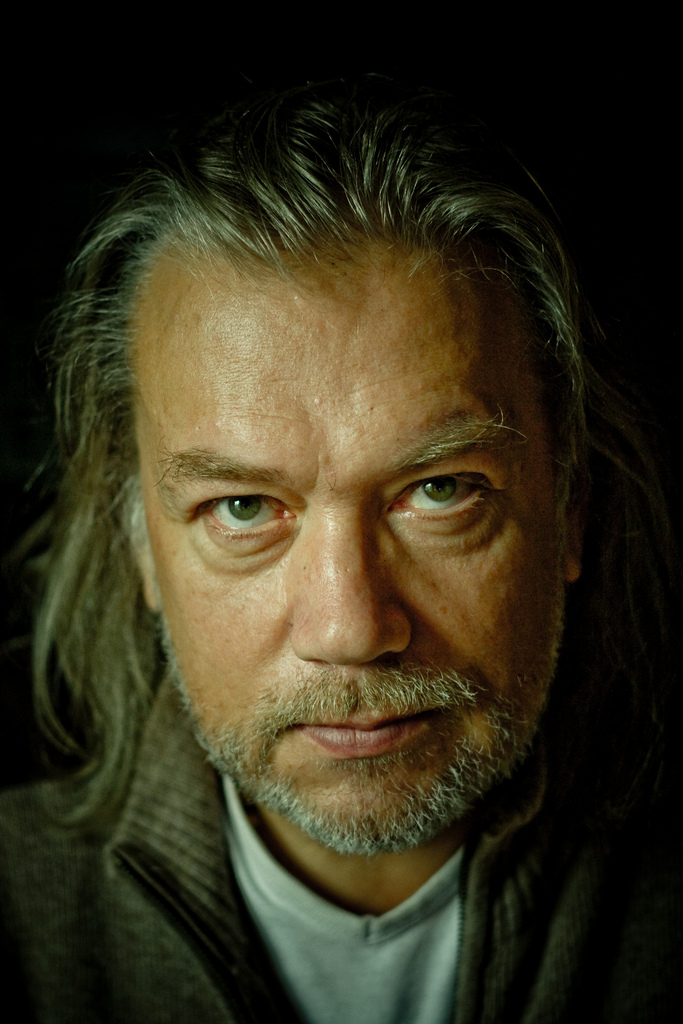
Tõnis Mägi, 2008
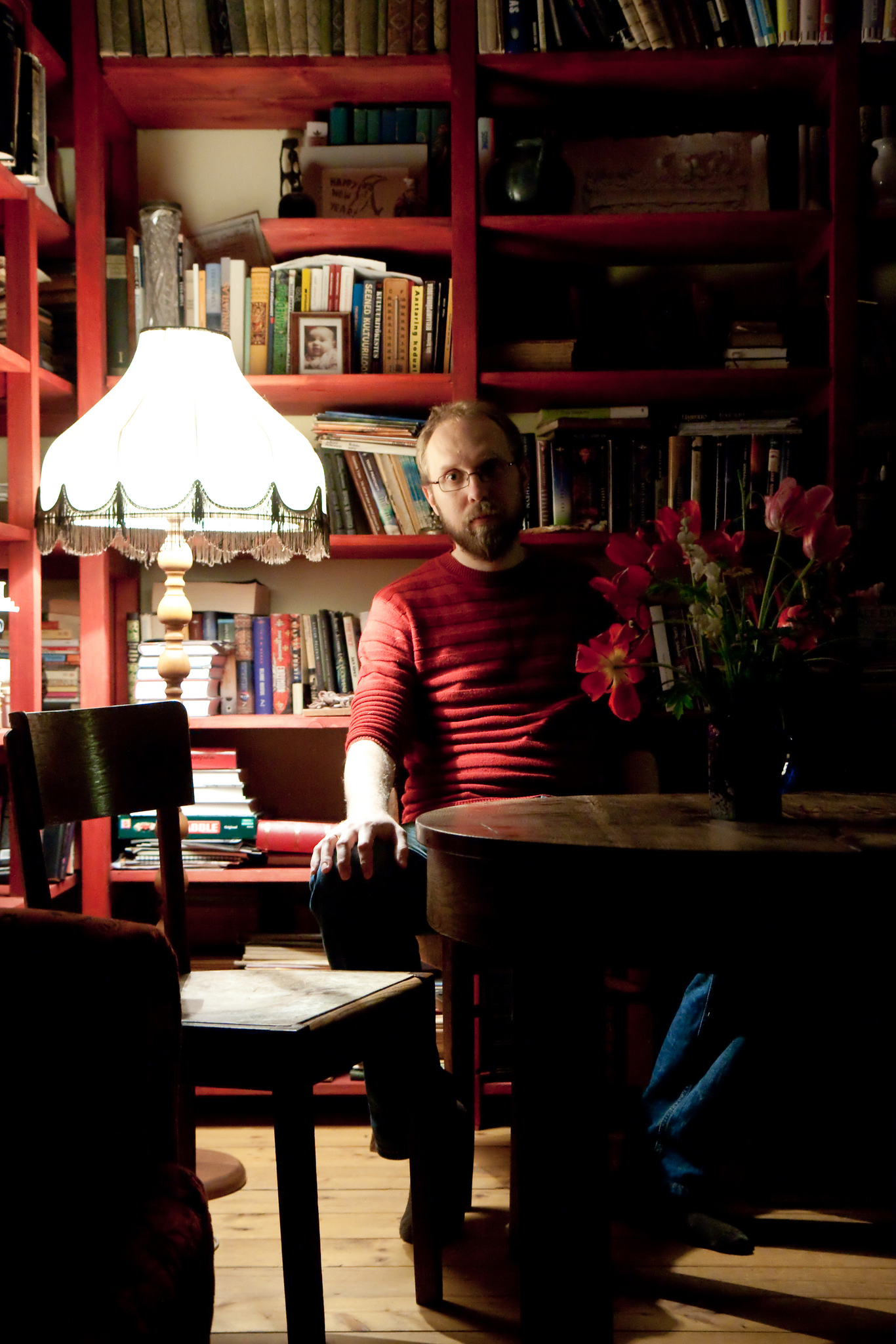
Meelis Friedenthal